# Parafia św. Brata Alberta Chmielowskiego w Krakowie (Nowa Huta)
Parafia św. Brata Alberta Chmielowskiego w Krakowie-Nowej Hucie – parafia rzymskokatolicka należąca do dekanatu Kraków-Mogiła archidiecezji krakowskiej na Osiedlu Dywizjonu 303.

## Historia parafii
11 czerwca 1977 ks. kardynał Karol Wojtyła podzielił 100-tysięczną parafię Matki Bożej Królowej Polski na cztery rejony duszpasterskie, przygotowując w ten sposób grunt do powstaniu kilku nowych parafii w Nowej Hucie. Pierwszym rejonowym duszpasterzem został ks. kanonik Jan Zając.
26 września 1982 ks. kardynał Franciszek Macharski poświęca plac pod kościół i sale katechetyczne przy kaplicy, a 14 października 1982 papież Jan Paweł II poświęcił kamień węgielny pod kościół na os. Dywizjonu 303 i przesłał apostolskie błogosławieństwo kapłanom i wiernym z parafii.
1 września 1983 ks. kardynał Franciszek Macharski erygował parafię bł. Brata Alberta Chmielowskiego.
24 września 1986 ks. kardynał Franciszek Macharski uroczyście wmurował w fundamenty kościoła kamień węgielny, poświęcony w Rzymie 13 października 1982 przez Jana Pawła II.
12 czerwca 1994 ks. bp Kazimierz Nycz podczas uroczystej sumy odpustowej poświęcił kościół parafii św. Brata Alberta Chmielowskiego w Nowej Hucie.

## Wspólnoty parafialne
- Służba liturgiczna
- Straż Honorowa Serca Jezusowego
- Domowy Kościół – Oaza Rodzin
- Akcja Katolicka
- Odnowa w Duchu Świętym – Wspólnota „Nowe Życie”
- Schola
- Rycerstwo Niepokalanej
- Grupa Modlitewna Ojca Pio
- Miesięcznik "Brat"
- Ruch Światło-Życie „Oaza”

Do parafii należą wierni Kościoła Katolickiego mieszkający przy ulicy
ul. Skarżyńskiego, ul. Orlińskiego, os. Albertyńskie bez bloków 13, 14, 15, os. Dywizjonu 303, os. Akademickie, os. Kościuszkowskie, os. II Pułku Lotniczego bloki 1-27, os.Avia.